# Grallaria haplonota
Pita-formigueira-de-dorso-liso ou torom-de-dorso-liso (Grallaria haplonota) é uma espécie de ave da família Formicariidae.
Pode ser encontrada nos seguintes países: Equador, Peru e Venezuela.
Os seus habitats naturais são: regiões subtropicais ou tropicais húmidas de alta altitude e florestas secundárias altamente degradadas.